# غجا جوسون
غجا جوسون (기자조선 | 箕子朝鮮) هي إحدى فترات غوجوسون القديمة. تقسم غوجوسون في العادة إلى ثلاثة أقسام من بينها غجا جوسون التي حكمها غجا, والتي تختلف عن جوسون. كما تعرف أيضاً باسم هجوسون (جوسون الأخرى | 후조선 | 後朝鮮) وتعرف أيضاً باسم فترة جوسون الثانية (غشي جوسون| 기씨조선 | 箕氏朝鮮)، وذلك للتفريق بينها وبين دانغن جوسون. تُعد غجا مؤسساً لدولة جديدة، إلا أن هناك نقصاً في الأدلة. ينكر العديد من علماء كوريا الجنوبية وكوريا الشمالية وجود غجا (البعض ينكر وجود دانغن جوسون - غجا جوسون - ومان جوسون)، إلا أن هناك العديد من الادعاءات حول هذه الممالك وأصلها. وقد استمرت منذ عام 1122 قبل الميلاد (أو 1100 قبل الميلاد) إلى عام 198 قبل الميلاد (أو 194 قبل الميلاد).

## ملخص
قبل إنشاء التاريخ الحديث كان تاريخ غوجوسون يُقسَّم اعتماداً على اسم الحاكم إلى ثلاثة فترات هي: دانغن جوسون, وغجا جوسون، وأخيراً ومان جوسون. تبدأ أسطورة غجا جوسون في العائلة الملكية لمملكة شانغ في الصين حيث كان الملك غجا (기자 | 箕子) هو القادم إلى جوسون. بدأ ظهور غجا في السجلات في العموم ابتداء من سجلات مملكة هان (القرن الثاني قبل الميلاد).

### الوثائق
وثائق هان القديمة (سونجنمنهون | 선진문헌 | 先秦文獻) تذكر فقط أن غجا رفض مملكة تشو وأصبح منعزلاً ومن هنا أصبح ذكره نادراً جداً.
يظهر غجا جوسون في بعض السجلات مثل 《سانغسودايجون (상서대전 | 尙書大全)》, بالإضافة إلى 《سجلات المؤرخ الكبير》. كتاب 《سانغسودايجون》 يُعد أحد أقدم الكتب التاريخية الصينية. وفقاً لسانغسودايجون فإن غجا رفض حكم الملك تشوي لذا قام الملك بإرساله إلى جوسون ووصفه بلقب سيد جوسون. وفقاً للسجلات مثل: 《وي ليو》، 《كتاب هان》, 《سجلات الممالك الثلاث》 فإن 40 شخصاً حكموا غجا جوسون بعد قدوم غجا إليها من سلالته.
في عام 1102, قام سكجونغ إمبراطور غوريو ببناء مقبرة لغجا تفع بالقرب من بيونغيانغ. نشر العديد من علماء جوسون العديد من الكتب عن غجا، مثل يون دوسو، والذي جمع جميع المواد المتوفرة عن غجا ونشرها بعنوان غجاجي (سجلات غجا)، وأيضاً قام إي إي بنشر كتاب آخر يدعة غجا شلغي (قصة غجا الحقيقية).

### السجلات
غجا هو أحد أفراد عائلة شانغ الملكية في مملكة شانغ والتي دمرت بعد قدوم الملك وو والذي سمح له بالبقاء كسيد على جوسون. إلا أن غجا بعد تدمير مملكة شانغ رفض إطاعة مملكة تشو وذهب إلى جوسون.
يحدد تاريخ حكم غجا كملك على جوسون في 1122. كما تذكر السجلات أنه أتى برفقة 5,000 رجل إلى جوسون، ونقل الحضارة معه. وفقاً للسجل الكوري 《سامغك يسا (삼국유사)》 فإن غجا بعد وصوله إلى جوسون أبعد الحاكم الأصلي دانغن ليصبح هو الملك. كما قام بإنشاء 8 قوانين وعلم الناس.
بقرب سنة 300 قبل الميلاد، أخذت قوة المملكة تضعف مع زيادة قوة تشين، وعندما توحدت الصين في 221 قبل الميلاد أمر تشين شي هوانج الجنرال مينغ تيان باجتياز موقع بناء سور الصين العظيم، وأن يهاجم الملك بو حيث فقدت المملكة ما يزيد عن 2000 لي. حكم المملكة أكثر من 40 جيلاً من أبناء غجا. بعد موت الملك بو تم تعيين ابنه جن (준 | 準) ملكاً على المملكة. سقطت المملكة في 194 قبل الميلاد، على يد ومان أحد المنفيين من مملكة هان، ودمرت غجا جوسون.

## نظرة عامة حول عصره
تختلف وجهات النظر حوله حسب الفترة الزمنية.

### في عصر مملكة غوريو
في عصر مملكة غوريو تم كتابة 《سامغك يسا》. وفقاً لكتاب 《سامغك يسا》 فإن غجا أتى من مملكة تشو وعين على 'جوسون'. كتب إي سنغ هيو كتاباً بعنوان 《جيوانغ وونغي》 يتضمن تاريخاً لدانغن جوسون - غجا جوسون - ومان جوسون.

### في عصر مملكة جوسون
خلال عصر مملكة جوسون, فإن غجا يعود لمملكة تشين، وأنه كان رئيساً لدولة غجا جوسون ويوصف بأنه معلم للأمة. يتم الاحتفال سنوياً عند قبر غجا ودانغن، وتكريم الأموات. قام الملك سيجو بنشر 《دونغك تونغام》, كما قام الملك يونغجو بنشر 《دونغك منهونبيغو》 عندما تم تسجيل أغلب المعلومان عن غجا جوسون. قام العديد من العلماء بجمع وتسجيل ما يخص غجا جوسون في كتاب واحد، وقد اعترف العالم آن جونغبوك بوجود غجا جوسون.
كما قام جونغ دوجون من العصر المبكر لجوسون بكتابة كتاب عنوانه 《جوسون غيونغكجون》وذكر فيه دانغن جوسون - غجا جوسون - ومان جوسون. كما تم نشر كتب أخرى مثل 《دونغك سالياغ (동국사략)》وكتاب 《سامغك ساجوليو (삼국사절요)》 بنفس الأسلوب. وابتداء من القرن السادس عشر وحتى انتشار النفوذ الصيني في القرن السابع عشر تم التركيز على تاريخ الصين أو ما يرتبط بها مثل شلا - ماهان - غجا جوسون. في العصر الأخير من غوجوسون، تم كتابة تاريخ دانغن جوسون - غجا جوسون - ومان جوسون - سامهان وتنظيمه بناء على أسلوب مؤرخي العصر المبكر من جوسون. وفي عهد إمبراطورية كوريا كانت حركة التنوير تأخذ تاريخ دانغن - غجا - ماهان - الممالك الثلاث - شلا الموحدة - غوريو في عين الاعتبار.

#### مكان وجود غجا المثير للجدل
مشكلة عدم تطابق السجلات التاريخية أدت لوقوع جدال في عصر مملكة جوسون. من المقترح أن غجا حاول تجنب الملك الجديد لمملكة تشو فذهب إلى جوسون.

### في عصر الاحتلال الياباني
بعد الاحتلال الياباني، قام بعض العلماء اليابانيون بدراسة التاريخ الكوري وادعوا أن مؤسس غجا جوسون كان من أصل صيني، ولهذا فإن أصل الحضارة في كوريا كان من دولة أجنبية، وهذا ما رفضه العلماء الكوريون.

### بعد الاستقلال
بعد الاستقلال تم تقديم العديد من الأفكار حول غجا جوسون. في عام 1964 قررت حكومة كوريا الجنوبية حذف ما يتعلق بغجا جوسون من الكتب الدراسية. في 1974, حدثت مناقشات حول الكتب المدرسية وحقيقة غجا جوسون, ونتيجة لهذا النقاش أصبحت غجا جوسون تذكر فقط في هامش الكتب المدرسية. بقي غجا جوسون يذكر في الكتب المدرسية من عام 1990, ولكن ابتداء من 2010 لم تعد غجا جوسون تذكر في في الكتاب المدرسي.

## وجهات النظر حول غجا في عصر جوسون
تم الإشارة إلى غجا من بعض علماء الكونفوشيوسية والنيوكونفوشيوسية في عصري جوسون وغوريو. إلا أن الاعتراف بغجا جوسون أصبحت خطأ عند البعض. حيث تنقسم وجهات النظر إلى متقبلة ورافضة.

### الوجهات المتقبلة
قام الكونفوشيوسيون والنيوكونفوشيوسيون في مملكة جوسون ببناء آرائهم على ما كان معروفاً في غورويو. حيث قبلوا ما جاء في الوثائق من أن غجا هاجر إلى جوسون بعد سقوط شانغ. إلا أنه لا يمكن إنكار وجود دانغن في ذلك الوقت. سواء ورثت غوجوسون أو لا، وسواء كانت في شبه الجزيرة الكورية أو كانت في منشوريا كان هناك بعض الادعاءات.

#### بقايا سلطته
في بالهاي تم تفسير اسم غيهو (기후 | 㠱侯) على أنه طريقة أخرى لكتابة غجا (기자 | 箕子) عن طريق الهانجا. إلا أن البعض أبدى اعتراضه على هذا التفسير واصفاً إياه بالخاطئ.

#### ادعاءات شن تشاي هوي
كان المؤرخ الكوري شن تشاي هوي يعتقد أن غجا جوسون تشير في الواقع إلى فترة بونجوسون المزعومة وهي إحدى كونفدراليات غوجوسون الثلاث، بعد أن أصبح غيهو ملكاً على بونجوسون. الرواية الصينية التقليدية تشير إلى أن سلف غيهو، غجا، هو نفسه جيتسي. وفقاً لكتاب شن تشاي هوي المسمى جوسون سانغوسا، فإن بونجوسون بدأت بالتفكك بعد أن تم قتل ملكها بوساطة متمرد من دولة يان الصينية في نحو 323 قبل الميلاد. حاول وزراء بونجوسون الحصول على العرش. انضم غيهو إليهم واستطاع هزيمتهم وأخذ العرش. قام غيهو بإنشاء غجا جوسون وأسماها على اسم سلفه غجا.

### الوجهات الرافضة
ادعى البعض أن قصة غجا وقدومه إلى غوجوسون وتأسيسه لغجا جوسون هي مجرد أسطورة. وبنوا ادعاءاتهم على الأسباب التالية.

#### غياب الآثار
في عام 1102 (السنة السابعة من حكم الملك سكجونغ) ملك غورويو يقوم بإنشاء قبر لغجا بالقرب من بيونغيانغ كضريح له. التحقيقات في هذه الآثار والأطلال التي كانت في مملكتي غوريو وجوسون كانت نتيجتها أن لا علاقة لها بغجا. في 《حوليات الملك سيجونغ》〈الجغرافية〉ظهر أن هناك قبراً ينسب للملك جن موجود في إكسان ولكن تم إثبات أن القبر يعود لمملكة بايكتشي.
كما أن الاختلاف بين حضارة العصر الحجري الحديث والعصر البرونزي في منطقة النهر الأصفر وشرق نهر لياو هي قضية رئيسية. كما أن القطع البرونزية من الصين ومنطقة لياونينغ تختلف تماماً عن القطع البرونزية في شبه الجزيرة الكورية، والتي تتميز بشكل مميز. وإذا كان غجا من العائلة الملكية لمملكة شانغ وأيضاً ملكاً لجوسون فإنه يجب أن يكون هناك علاقة بين التحف البرونزية وبين المنطقتين، إلا أن النتائج الفعلية للحفريات الأثرية تظهر اختلافاً كبيراً في الحضارتين بين المنطقتين.

#### مشكلة في المؤلفات
بعد النظر إلى المؤلفات التي تتعلق بغجا جوسون، فإن هذه المؤلفات تظهر اختلافاً كبيراً بينها. من الكتب القديمة التي ذكرت غجا هي 《تعاليم كونفوشيوس (논어)》, 《كتاب الوثائق (상서)》, 《حوليات بامبو (죽서기년)》 إلا أن هذه الكتب لا تذكر هجرة غجا إلى جوسون. إلا أن الكتب التي أتت بعد ذلك تذكر هجرة غجا إلى جوسون.

#### ادعاءات أخرى
يذكر كتاب تشو تشوان أن العديد من التحف البرونزية تم اكتشافها تعود إلى فترة الربيع والخريف ومملكة تشو من جميع أنحاء الصين، وأنها تعود إلى دول الصين. كما يذكر أن جيتسي كان أسيراً لدى الإمبراطور وو، وأنه لم يستطع تحمل فكرة إطلاق سراحه من قبل وو، ولهذا ذهب جيتسي إلى جوسون حيث يدعي الكتاب أن وو أعطاه لقب سيد جوسون.
- إي بيونغ دو, جادل في نظرية هان جوسون (한씨조선설 | 韓氏朝鮮說) واستشهد بكتاب جامبرون لوانغبو لينكرها.
- تشون غوان وو, قال أن مجتمع غوجوسون قاده غجا وأن الحدود مع مملكة تشو سمحت بتطور ثقافة العصر البرونزي، وادعى أنه اضطر للانتقال إلى حوض نهر تايدونغ بسبب توسع يان.
- سو يونغ سو, قال أن منازل ومقبرة غجا تم دميرها عند نهاية فترة الربيع والخريف، وجادل بخصوص أنها حلت محل غوجوسون.
- ين ناي هيون, قال أن غجا جوسون تقع في مقاطعة خبي شمال شرق مملكة تشو، وجادل بخصوص تعايشها مع غوجوسون بالقرب من نهر لوان جنباً إلى جنب.
- إي غي بايك, قال أن غجا جوسون تقع مقاطعة لياو، وأنها دمرت عند نهاية فترة الربيع والخريف.
- سونغ هو جونغ, تم اكتشاف وعاء برونزي في مقاطعة لياو، إلا أنه جادل بأنها تدل على أن سكان مملكة شانغ المهاجرين كانوا يعيشون في هذه المنطقة.
- إي سانغ شي، ادعى أن غجا لم يكن من هان (한족 | 漢族) بل كان من قبيلة تدعى دونغي (동이족 | 桓族).

## قائمة الملوك
ظهرت في القرن الثامن عشر سجلات مشكوك بها لملوك غجا جوسون, 《سجلات غجا(1879)》, 《تايوونسون ووشيسيبو(1932)》, 《سلسلة أنساب عشيرة تشونغجو هان》 ذكرت هذه الكتب أسماء ملوك غجا جوسون وترتيب أجيالهم إلا أن بينها بعض الفروقات في تواريخ الحكم.
| الترتيب | اسم المعبد بالعربي       | بالهانغل   | بالهانجا   | الاسم الأصلي بالعربي | بالهانغل   | بالهانجا    |
| ------- | ------------------------ | ---------- | ---------- | -------------------- | ---------- | ----------- |
| 1       | الملك تايجو منسونغ       | 태조문성왕 | 太祖文聖王 | سيو، سويو            | 수유, 서여 | 胥餘, 須臾  |
| 2       | الملك جانغهي             | 장혜왕     | 莊惠王     | سونغ                 | 송         | 松          |
| 3       | الملك غيونغهيو           | 경효왕     | 敬孝王     | سن                   | 순         | 洵          |
| 4       | الملك غونغجونغ           | 공정왕     | 恭貞王     | بايك                 | 백         | 伯          |
| 5       | الملك منمو               | 문무왕     | 文武王     | تشن                  | 춘         | 椿          |
| 6       | الملك تايوون             | 태원왕     | 太原王     | يي                   | 예         | 禮          |
| 7       | الملك غيونغتشانغ         | 경창왕     | 景昌王     | جانغ                 | 장         | 莊          |
| 8       | الملك هنغبيونغ           | 흥평왕     | 興平王     | تشاغ                 | 착         | 捉          |
| 9       | الملك تشولوي             | 철위왕     | 哲威王     | جو                   | 조         | 調          |
| 10      | الملك سونهي              | 선혜왕     | 宣惠王     | سايغ                 | 색         | 索          |
| 11      | الملك ويانغ              | 의양왕     | 誼襄王     | سا                   | 사         | 師          |
| 12      | الملك منهي               | 문혜왕     | 文惠王     | يوم                  | 염         | 炎          |
| 13      | الملك ودوك               | 위덕왕     | 威德王     | وول                  | 월         | 越          |
| 14      | الملك دوهوي              | 도회왕     | 悼懷王     | جغ                   | 직         | 職          |
| 15      | الملك منيول              | 문열왕     | 文烈王     | وو                   | 우         | 優          |
| 16      | الملك تشانغك             | 창국왕     | 昌國王     | موغ                  | 목         | 睦          |
| 17      | الملك مسونغ              | 무성왕     | 武成王     | بيونغ                | 평         | 平          |
| 18      | الملك جونغيونغ           | 정경왕     | 貞敬王     | غوول                 | 궐         | 闕          |
| 19      | الملك ناغسونغ            | 낙성왕     | 樂成王     | هوي                  | 회         | 懷          |
| 20      | الملك هيوجونغ            | 효종왕     | 孝宗王     | جون                  | 존         | 存          |
| 21      | الملك تشونلو             | 천로왕     | 天老王     | هيو                  | 효         | 孝          |
| 22      | الملك سدو                | 修道王     | 수도왕     | يانغ                 | 襄         | 양          |
| 23      | الملك هويانغ             | 휘양왕     | 徽襄王     | تونغ                 | 통         | 通          |
| 24      | الملك بونغل              | 봉일왕     | 奉日王     | تشام                 | 참         | 參          |
| 25      | الملك تشانغدوك           | 창덕왕     | 昌德王     | غن                   | 근         | 僅          |
| 26      | الملك سسونغ              | 수성왕     | 壽聖王     | سانغ                 | 상         | 翔          |
| 27      | الملك يونغول             | 영걸왕     | 英傑王     | ليو                  | 려         | 藜          |
| 28      | الملك إلمن               | 일민왕     | 逸民王     | غانغ                 | 강         | 岡          |
| 29      | الملك جيسي               | 제세왕     | 濟世王     | هون                  | 혼         | 混          |
| 30      | الملك تشونغك             | 청국왕     | 淸國王     | بيوغ                 | 벽         | 壁          |
| 31      | الملك دوغك               | 도국왕     | 導國王     | جنغ                  | 징         | 澄          |
| 32      | الملك هيوغسونغ           | 혁성왕     | 赫聖王     | جل                   | 즐         | 騭          |
| 33      | الملك هوارا              | 화라왕     | 和羅王     | وي                   | 위         | 謂          |
| 34      | الملك سولمن              | 설문왕     | 說文王     | ها                   | 하         | 賀          |
| 35      | الملك غيونغسن            | 경순왕     | 慶順王     | تشوي                 | 췌         | 萃          |
| 36      | الملك غادوك              | 가덕왕     | 嘉德王     | هو                   | 후         | 詡          |
| 37      | الملك ساملو              | 삼로왕     | 三老王     | أو                   | 오         | (𤉇: 火+吳) |
| 38      | الملك هيونمن             | 현문왕     | 顯文王     | سوغ                  | 석         | 釋          |
| 39      | الملك جانغبيونغ          | 장평왕     | 章平王     | ين                   | 윤         | 潤          |
| 40      | الملك جونغتونغ [الكورية] | 종통왕     | 宗統王     | بي                   | 비         | 丕          |
| 41      | الملك إي                 | 애왕       | 哀王       | جن                   | 준         | 準          |

## إشارات
1. ↑  بوكساينغ (복생 | 伏生), 《سانغسودايجون (상서대전)》, القرن الثاني قبل الميلاد.
2. ↑  جنسو, 《سجلات الممالك الثلاث》, القرن الثالث.
3. ↑  باك غوانغ يونغ، 〈الاعتراف بدانغن في المراحل التاريخية - مملكة جوسون -〉، 《دانغن》، مطبعة جامعة أكسفورد، 1994.
4. 1 2  إي سانغ شي, 《檀君實史에 관한 文獻考證》, غوريو وون, 1990.
5. ↑  뒤늦은 修正 - 國史用語 文敎部의 指示에 대한 學界意見, 《صحيفة غيونغهي》, بتاريخ 22/10/1966.
6. ↑  神話와 事實의 混居, 檀君기록, 《صحيفة غيونغهي》, 1974,/10/15.
7. ↑  中高 國史교과서 대폭 修正, 《دونغ إلبو》,سن 1982, 12.30.
8. ↑  ين جونغ يونغ, 《كتاب التاريخ المدرسي (국사교과서 파동)》, 1999.
9. ↑  دانغن وغوجوسون. [وصلة مكسورة] نسخة محفوظة 27 أبريل 2020 على موقع واي باك مشين.
10. ↑  〈غوجكغك (고죽국)〉, 《الحضارة والإثنية الكورية》 نسخة محفوظة 21 مارس 2007 على موقع واي باك مشين.
11. ↑  هوجونغهو (허종호), 《نظرة عامة على تاريخ غوجوسون (고조선력사개관)》, مركز نشر الكتب - نشر العلوم الاجتماعية نام, سنة 2001, صفحة 81 - 82.
12. ↑  الحضارة والإثنية الكورية غجا دونغري سول[وصلة مكسورة]
13. ↑  كم جونغ باي (김정배), 〈غجا جوسون والمشاكل الأثرية (소위 기자조선과 고고학상의 문제)〉, 《الحضارة والإثنية الكورية (한국민족문화의 기원)》, 1973.
14. ↑  غجا جوسون في موسوعة دوسان نسخة محفوظة 27 سبتمبر 2007 على موقع واي باك مشين.. "نسخة مؤرشفة". مؤرشف من الأصل في 2020-04-27. اطلع عليه بتاريخ 2020-05-11.{{استشهاد ويب}}:  صيانة الاستشهاد: BOT: original URL status unknown (link)
15. ↑  ين ناي هيون (윤내현), 《دراسات حول غوجوسون (고조선 연구)》, الجزء 1, مقدمة إلى غوجوسون.